# Jorge Ferrío
Jorge Ferrío es un ex ciclista español nacido el 24 de agosto de 1976 en Madrid (España). Dispone de unas altas dotes escaladoras.
Hizo su debut como profesional en el año 2002 con el equipo Costa de Almería. Fue profesional entre los años 2002 y 2007. Actualmente se encuentra retirado, per sigue ligado al mundo ciclista profesional trabajando en la vuelta ciclista a España como regulador de carrera, y como instructor y presenter de ciclismo indoor en varios gimnasios como el Arena Complejo Deportivo así como formador de dicha actividad en una escuela de formación de fitness.

## Palmarés
2004
- Clásica de los Puertos

2005
- 1 etapa de la Vuelta a La Rioja
- 1 etapa de la Vuelta a Portugal

## Equipos
- Costa de Almería-Paternina (2002-2004)
- Spiuk (2005)
- 3 Molinos Resort (2006)
- Andalucía-Cajasur (2007)